# Bailemos un vals
Chansons représentant l'Espagne au Concours Eurovision de la chanson
Enséñame a cantar
(1977) Su canción
(1979)
Bailemos un vals (en français Dansons une valse) est la chanson représentant l'Espagne au Concours Eurovision de la chanson 1978. Elle est interprétée par José Vélez.

## Eurovision
Le radiodiffuseur espagnol, la Televisión Española (TVE), choisit en interne l'artiste et la chanson représentant l'Espagne au Concours Eurovision de la chanson 1978.
Le thème qui, comme le rythme de la valse du titre, est régi par un temps 3/4. Les paroles font référence à un amour perdu, prénommé Michèle, et à qui l'auteur proposera de danser une valse dans sa langue française. En ce sens, une partie du refrain (« Voulez-vous danser avec moi ? ») est écrite en français.
La chanson est la septième de la soirée, suivant Il y aura toujours des violons interprétée par Joël Prévost pour la France et précédant The Bad Old Days interprétée par Co-Co pour le Royaume-Uni.
À la fin des votes, elle obtient 65 points et finit neuvième, ex aequo avec Vivre interprétée par Carole Vinci pour la Suisse, des vingt participants.

### Points attribués à l'Espagne
| 12 points  | 10 points           | 8 points | 7 points                        | 6 points         |
| ---------- | ------------------- | -------- | ------------------------------- | ---------------- |
| - Danemark |                     | - Suisse | - Autriche - Finlande - Turquie | - Grèce - Israël |
| 5 points   | 4 points            | 3 points | 2 points                        | 1 point          |
|            | - Monaco - Pays-Bas |          | - Belgique - Luxembourg         |                  |

## Versions
José Vélez enregistre la chanson en français Voulez-vous danser avec moi ? et en allemand Señorita, Wir Sind Ein Paar.
L'animateur de télévision Arturo Valls interprète une imitation de Vélez en interprétant la chanson dans l'émission Tu cara me suena en novembre 2013.